# Zinder (vùng)
Zinder là một trong những vùng của Niger. Thủ phủ là đô thị Zinder. Đây là vùng đông dân nhất cả nước.

## Nhân khẩu
Vào năm 2012 dân số của vùng là 3.539.764 người. Các nhóm dân tộc chính là người Ả Rập, Fulani, Hausa, Kanuri, Dazaga Toubou và Tuareg.